# Paradidyma rufipes
Paradidyma rufipes är en tvåvingeart som beskrevs av Charles Howard Curran 1926. Paradidyma rufipes ingår i släktet Paradidyma och familjen parasitflugor.
Artens utbredningsområde är Jamaica. Inga underarter finns listade i Catalogue of Life.